# 1927 (szám)
Az 1927 (római számmal: MCMXXVII) az 1926 és 1928 között található természetes szám.

## A matematikában
A tízes számrendszerbeli 1927-es a kettes számrendszerben 11110000111, a nyolcas számrendszerben 3607, a tizenhatos számrendszerben 787 alakban írható fel.
Az 1927 páratlan szám, összetett szám, félprím. Kanonikus alakja 411 · 471, normálalakban az 1,927 · 103 szorzattal írható fel. Négy osztója van a természetes számok halmazán, ezek növekvő sorrendben: 1, 41, 47 és 1927.
Az 1927 hatvankét szám valódiosztóösszeg-függvényeként áll elő, ezek közül a legkisebb a 4025. Ezen kívül a legkisebb olyan szám, amely felírható kétféleképpen is két köbszám összegeként